# Helicobacter
Helicobacter ist eine Bakteriengattung aus der Familie der Helicobacteraceae. Viele Arten sind krankheitserregend (pathogen).

## Merkmale
Die Zellen können spiralförmig, gekrümmt oder spindelförmig sein mit einem Durchmesser von 0,2–1,2 × 1,5–10,0 Mikrometer. Bei älteren Kulturen können auch Kokken auftreten. Bei einigen Arten zeigen sich periplasmatische, festgedrehte Fasern auf der Zelloberfläche. Einige Arten besitzen auch eine Glykokalyx. Die Flagellen sind büschelförmig und entweder monopolar (an einem Zellende) oder bipolar (an beiden Zellenden) angeordnet. Die Art Helicobacter mustelae ist peritrich begeißelt, die Flagellen sind über den ganzen Zellkörper verteilt. Sie ist Auslöser der Gastritis bei Frettchen. H. mustelae ist ein wichtiges Versuchsobjekt für die Untersuchung der Auslösung von Gastritis durch Arten von Heliocobacter.
Die Flagellen sind bei einigen Arten von einer membranartigen Hülle umgeben. Zu diesen Arten zählen z. B. Helicobacter pylori, H. bilis und H. canis. Bei Untersuchungen der Flagellen von H. pylori im Jahre 1990 wurde festgestellt, dass das Filament der Flagelle nicht nur wie bei den meisten Bakterienarten aus einem einzigen Flagellinprotein (homopolymer) besteht, sondern aus zwei unterschiedlichen Proteinen gebildet wird, und zwar aus FlaA und FlaB. Das Protein FlaA ist hierbei mengenmäßig dominierend, das in geringeren Mengen gebildete FlaB befindet sich ausschließlich im Bereich nahe dem Haken der Flagellen.
Bei den Arten von Helicobacter handelt sich um mikroaerophile Bakterien, sie benötigen Umgebungen mit niedrigem Sauerstoffgehalt. Alle Arten zeigen Wachstum bei 3 – 7 % Sauerstoff, bei höheren Konzentrationen findet kein Wachstum statt. Einige Stämme von verschiedenen Arten zeigen auch schwaches Wachstum unter vollkommenem Ausschluss von Sauerstoff, also unter anaeroben Bedingungen.
Pigmente werden nicht gebildet. Allerdings zeigen einige Arten eine blau-graue Färbung wenn sie mit Blutagar kultiviert werden.
Der Oxidase-Test fällt bei allen Arten positiv aus. Viele Arten besitzen das Enzym Urease zur Spaltung von Harnstoff, die Art Helicobacter pylori produziert dieses Enzym in großen Mengen zum Schutz vor der Magensäure des Wirtes. Auch Alkalische Phosphatase, ein Enzym zur Hydrolyse von Phosphorsäureester, wird von vielen gebildet.
Die Gattung zählt zu den Epsilonproteobacteria, der Gram-Test fällt, wie für die Proteobakterien typisch, negativ aus. Das Genom der Art Helicobacter pylori ist vollständig sequenziert.

## Krankheitserreger
Helicobacter wird in gastrische (beispielsweise Helicobacter pylori) und enterohepatische (beispielsweise H. hepaticus und H. bilis) Arten unterteilt.
Helicobacter pylori ist die Hauptursache des Magen- und Zwölffingerdarmgeschwürs und ein wesentlicher Risikofaktor für das Magenkarzinom. Das Bakterium umgibt sich mit Ammoniak, welcher aus der Spaltung von Harnstoff durch das Enzym Urease entsteht. Durch diesen Ammoniakmantel ist es gegen die Magensäure geschützt. Das Enzym zeigt hierbei eine im Verhältnis zu anderen Bakterien sehr hohe Aktivität. Als Nachweis dient der Helicobacter-Urease-Test.

## Systematik
Eine Auswahl der Arten von Helicobacter:
- Helicobacter acinonychis corrig. Eaton et al. 1993
- Helicobacter anseris Fox et al. 2006
- Helicobacter aurati Patterson et al. 2002
- Helicobacter bilis Fox et al. 1997
- Helicobacter bizzozeronii Hänninen et al. 1996
- Helicobacter canis Stanley et al. 1994
- Helicobacter cetorum Harper et al. 2006
- Helicobacter cynogastricus Van den Bulck et al. 2006
- Helicobacter felis Paster et al. 1991
- Helicobacter heilmannii Smet et al. 2012
- Helicobacter hepaticus Fox et al. 1994
- Helicobacter muridarum Lee et al. 1992
- Helicobacter mustelae (Fox et al. 1988) Goodwin et al. 1989
- Helicobacter pullorum Stanley et al. 1995
- Helicobacter pylori (Marshall et al. 1985) Goodwin et al. 1989
- Helicobacter salomonis Jalava et al. 1997
- Helicobacter suis Baele et al. 2008
- Helicobacter trogontum Mendes et al. 1996